# Municipio de Antoine
El municipio de Antoine (en inglés: Antoine Township) es un municipio ubicado en el condado de Pike en el estado estadounidense de Arkansas. En el año 2010 tenía una población de 826 habitantes y una densidad poblacional de 4,58 personas por km².

## Geografía
El municipio de Antoine se encuentra ubicado en las coordenadas 34°12′52″N 93°35′38″O / 34.21444, -93.59389. Según la Oficina del Censo de los Estados Unidos, el municipio tiene una superficie total de 180.4 km², de la cual 177,32 km² corresponden a tierra firme y (1,7 %) 3,07 km² es agua.

## Demografía
Según el censo de 2010, había 826 personas residiendo en el municipio de Antoine. La densidad de población era de 4,58 hab./km². De los 826 habitantes, el municipio de Antoine estaba compuesto por el 93,95 % blancos, el 0,61 % eran afroamericanos, el 1,45 % eran asiáticos, el 1,69 % eran de otras razas y el 2,3 % eran de una mezcla de razas. Del total de la población el 2,3 % eran hispanos o latinos de cualquier raza.